# Región de Mongolia
La región de Mongolia, Gran Mongolia o también conocido en inglés como «Corazón de Mongolia»(en inglés: Mongol heartland o Mongolian heartland), se refiere al área geográfica contigua en la que el pueblo mongol ha vivido principalmente, especialmente en los libros de historia. Generalmente se considera que comprende la meseta de Mongolia y algunos territorios adyacentes, aunque su extensión exacta ha ido cambiando a lo largo de la historia, en particular desde el surgimiento del Imperio mongol en el siglo XIII. La zona también se describe como el corazón del Imperio mongol durante su mayor extensión, cuando se extendía desde el Mar del Japón en el este hasta el Oriente Medio y Europa Oriental en el oeste, lo que lo convierte en el imperio terrestre contiguo más grande en la historia de la humanidad.
El área moderna en la que viven los mongoles incluye aproximadamente: el estado moderno de Mongolia; la Región Autónoma de Mongolia Interior, junto con Zungaria en Sinkiang y partes de Manchuria, Qinghai y Ningxia en China; así como la república de Buriatia y algunos territorios más pequeños en Rusia. Los pueblos mongoles en esta área comparten la cultura mongol tradicional común, así como las lengua mongol en distintos niveles. Con excepción del estado mongol, todas las áreas del corazón de Mongolia tienen mayorías no mongoles.

## Historia
El Imperio mongol de los siglos XIII y XIV fue el Imperio terrestre contiguo más grande en la historia humana. Se originó en el corazón de Mongolia en la estepa de Asia Oriental, cuando Gengis Kan unió a las tribus nómadas y se convirtió en el primer Khagan del Imperio en 1206. El Khamag Mongol, una confederación tribal mongólica laxa en la meseta de Mongolia en el siglo XII, fue fundada por el bisabuelo de Gengis Khan, Kabul Kan y a veces se considera un Estado predecesor del Imperio mongol. A finales del siglo XIII, el Imperio mongol se extendía desde el océano Pacífico en el este hasta el río Danubio y las costas del golfo Pérsico en el oeste, pero la región que rodea la meseta de Mongolia se considera el corazón del Imperio mongol. Más tarde, Kublai Kan (nieto de Gengis Khan y fundador de la dinastía Yuan) trasladó el centro de gravedad político del Karakorum en el corazón de Mongolia a Khanbaliq (la actual Pekín) en el norte de China, pero la estepa mongola siguió siendo un lugar importante para los gobernantes mongoles. Tras la caída del imperio en 1368, los mongoles se retiraron al corazón de Mongolia y continuaron controlando gran parte de la zona como el Yuan del Norte, aunque la dinastía Ming también controló partes de Mongolia Interior mientras luchaba contra los mongoles, y los Ming construyeron una nueva Gran Muralla para impedir la reconquista de China por parte de los mongoles.
En el siglo XVII, la dinastía Qing liderada por los manchúes conquistó gradualmente la zona con la sumisión de Ejei Kan en 1635, el último kan del Yuan del Norte, y la sumisión de los príncipes de Khalkha en Dolon Nor en 1691 durante las guerras zungaro-Qing. Con la excepción de Buriatia y algunos territorios vecinos bajo el Imperio ruso, la dinastía Qing gobernó la mayor parte del corazón de Mongolia durante más de 200 años. Durante este período, los gobernantes Qing establecieron estructuras administrativas separadas para gobernar Mongolia Interior y Mongolia Exterior. Mientras que el imperio mantuvo un control firme tanto en Mongolia Interior como en Mongolia Exterior, los mongoles en Mongolia Exterior (que está más lejos de la capital, Pekín) disfrutaron de un mayor grado de autonomía, y también conservaron su propio idioma y cultura durante este período. Sin embargo, la dinastía Qing adoptó una política de sinización hacia el corazón de Mongolia (Mongolia Interior y Exterior) desde finales del siglo XIX, especialmente en las reformas Qing tardías durante la última década de la dinastía, lo que resultó en un cambio drástico de la política Qing hacia Mongolia de una relativamente conservadora-protectora a una agresiva-colonial. El nacionalismo aumentó entre los mongoles (especialmente en Mongolia Exterior) a principios del siglo XX y, con la caída de la dinastía Qing liderada por los manchúes, los mongoles de Mongolia Exterior declararon su independencia y establecieron el Kanato de Mongolia en diciembre de 1911. La independencia real de la República de China también se logró en 1921.
En la actualidad, los mongoles viven principalmente en la meseta mongola, que comprendía la mayor parte del corazón del territorio mongol, en Mongolia, China y Rusia respectivamente, aunque los mongoles ahora forman una minoría en la mayoría de estas áreas (excepto Mongolia). Algunos mongoles también viven en Zungaria (en la Región Autónoma Uigur de Sinkiang, China), vecina pero no parte de la meseta de Mongolia, y en partes de Qinghai y Ningxia, donde residen los oirates, así como en partes de Manchuria o el noreste de China, que limitan con Mongolia Interior, donde residen los mongoles khorchin. La cultura mongola tradicional común es compartida por el pueblo mongol en esta área geográfica contigua en diversos grados, y por lo general hablan una lengua mongola, que es especialmente el caso de quienes residen en el Estado de Mongolia.